# Ácido antraceno-2-sulfônico
Ácido antraceno-2-sulfônico é o composto orgânico, o derivado sulfonado do antraceno, de fórmula C14H10O3S e massa molecular 258,2924. Apresenta densidade de 1,431 g/cm3. É classificado com o número CAS 15100-53-5.